# حروف تعریف در زبان فرانسه

## حروف تعریف

### حروف تعریف معین به همراه اسم
بیایید ابتدا به حروف تعریف معین در زبان فرانسه نگاهی بیاندازیم. همه اسم‌ها در این زبان جنسیت دارند. اسم‌ها در فرانسوی، حتماً یا مذکر هستند یا مؤنث. اسم در هر نوع آن (شخص، حیوان، شیء یا انتزاعی) دارای جنسیت است. در زبان انگلیسی فقط یک حرف تعریف معین وجود دارد و آن the است. در زبان فرانسوی از le برای مذکر و از la برای اسم مؤنث استفاده می‌شود. le و la پیش از اسامی و صفات مفرد و مصوت (اسامی و صفاتی که با حروف صدادار آغاز می‌شوند) به l' کوتاه و تبدیل می‌شوند و به ابتدای اسم متصل می‌شوند. توجه داشته باشید برای اسامی جمع در هر جنسیتی از les استفاده می‌شود.
- گذرنامه - مفرد مذکر - le passeport
- نان  - مفرد مذکر - le gateau
- ماشین  - مفرد مؤنث - la voiture
- لباس زنانه  - مفرد مؤنث  - la robe
- کتاب‌ها  - جمع مذکر - les livres
- سیب‌ها  - جمع مؤنث - les pommes

le و la پیش از اسمی که با حرف صدادار یا h بدون صدا شروع می‌شود به شکل کوتاه شده l' تبدیل می‌شود.
- اقیانوس - مفرد مذکر - l’océan
- دوست - مفرد مذکر - l’ami
- جزیره  - مفرد مؤنث - l’île
- بزرگراه - مفرد مؤنث - l’autoroute

- پل الکساندر سوم کجاست؟

Où se trouve le pont Alexandre III?
- شهر اصلی صد کیلومتر دورتر از اینجا است.

La ville principale est à cent 
kilomètres d’ici.
- به سمت راست مسیر بپیچ

Prenez le chemin sur la droite.
- گرمایش زمین موضوع اصلی سخنرانی اوست.

Le réchauffement de la planète est le sujet de sa conférence.
- بچه‌ها در باغ در حال بازی هستند.

Les enfants jouent dans le jardin.
- دوست سونیا ژاپنی است.	L’ami de Sonia est japonais.

## حروف تعریف نامعین و جزئی به همراه اسم

### حروف تعریف نامعین
حروف تعریف نامعین un (برای مفرد مذکر)، une (برای مفرد مؤنث) و des (برای جمع مؤنث و مذکر) هستند.